# Paronychia somaliensis
Paronychia somaliensis är en nejlikväxtart som beskrevs av John Gilbert Baker. Paronychia somaliensis ingår i släktet prasselörter, och familjen nejlikväxter. Inga underarter finns listade i Catalogue of Life.